# استفان یوهان استفانسون
استفان یوهان استفانسون (انگلیسی: Stefán Jóhann Stefánsson؛ ۲۰ ژوئیهٔ ۱۸۹۴ – ۲۰ اکتبر ۱۹۸۰) یک سیاست‌مدار اهل ایسلند بود.